# 愛德華·漢德
愛德華·漢德（英語：Edward Hand，1744年12月31日—1802年9月3日），愛爾蘭裔軍醫，美國獨立戰爭時期大陸軍將軍，曾任聯邦議會議員。
漢德生於1744年愛爾蘭國王郡（King's County，今奧法利郡），於都柏林三一學院醫科畢業。他在1767年以助理軍醫身份，跟隨皇家愛爾蘭兵團派駐賓夕法尼亞州，後來在1774年辭去軍職，於蘭開斯特縣私人執業。
1775年美國獨立戰爭爆發，漢德加入大陸軍，先後參與波士頓戰役及紐約及新澤西戰役，並且在特倫頓戰役、阿孫平克溪戰役和普林斯頓戰役中表現突出。1777年4月漢德獲大陸議會任命為准將，隨即調往俄亥俄谷地指揮皮特堡（今匹茲堡）的軍隊，時常與英軍、效忠派及原住民發生戰鬥。1780年漢德調回東方，加入拉法葉侯爵麾下步兵，旋於1781年調任喬治·華盛頓的副官長（Adjutant General），並協助華盛頓籌備約克鎮圍城戰役，最終於在1783年退役前夕獲贈榮譽少將軍銜。
漢德退役後重操醫業，同時又涉足政壇。他的政治立場傾向聯邦黨一方，並在1784年至1786年間任聯邦議會議員，又於1785至1786年間任賓夕法尼亞州議會議員。美法準戰爭期間，華盛頓重新任命漢德為美國陸軍的副官長，並以少將銜再服役至1800年。1802年漢德患上急性腸胃病（Cholera morbus，常誤植為霍亂，但霍亂要到1830年代才傳入北美），在9月3日於蘭開斯特縣的羅克福德種植園去世。